# Everett J. Lake

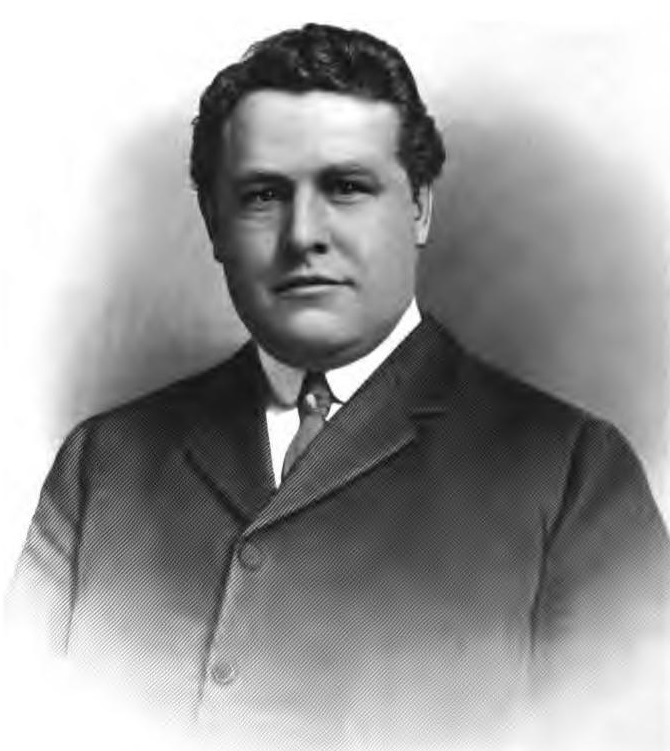
Everett J. Lake

Everett John Lake (* 8. Februar 1871 in Woodstock, Connecticut; † 16. September 1948 in Hartford, Connecticut) war ein US-amerikanischer Politiker und von 1921 bis 1923 Gouverneur des US-Bundesstaates Connecticut. Er war Mitglied der Republikanischen Partei.

## Frühe Jahre und politischer Aufstieg
Lake graduierte 1890 am Worcester Polytechnic Institute und 1892 an der Harvard University, wo er auch Football spielte und Gründer des All-American Teams war. Lake arbeitete für die Hartford Lumber Company, deren Präsident er zwischen 1900 und 1939 war. Er entschied sich, eine politische Laufbahn einzuschlagen. So kandidierte er 1903 für einen Sitz im Repräsentantenhaus von Connecticut, wo er nach erfolgreicher Wahl bis 1905 verblieb. Anschließend war er von 1905 bis 1907 Mitglied im Senat von Connecticut, sowie von 1907 bis 1909 Connecticuts Vizegouverneur.

## Gouverneur von Connecticut
Lake gewann 1920 die Gouverneursnominierung der Republikaner und wurde kurze Zeit später zum Gouverneur von Connecticut gewählt. Während seiner Amtszeit befürwortete er Gesetze, die Gewerkschaften begünstigten. Eine Gesetzesvorlage wurde erlassen, die Kindern werktags die Arbeit bei mehr als acht Stunden pro Tag untersagte, sowie Gesetze konstituiert, die Arbeitsbescheinigungen von Kindern zurückhielten, wenn diese unzureichende schulische Leistungen aufwiesen. Lake verließ am 3. Januar 1923 sein Amt und zog sich aus dem öffentlichen Dienst zurück.
Everett J. Lake verstarb am 16. September 1948 in Hartford.